# Miguel Morro
Miguel Ángel Morro Muñoz (nascut l'11 de setembre de 2000) és un futbolista professional espanyol que juga com a porter al Leixões SC, cedit pel Rayo Vallecano.

## Carrera de club
Nascut a Alcalá de Henares, Comunitat de Madrid, Comunitat de Madrid, Morro va representar AD Naya, Reial Madrid, Alcobendas CF, RSD Alcalá i Rayo Vallecano. El 31 de gener de 2019, va renovar el seu contracte amb aquest últim fins al 2023.
Morro va fer el seu debut com a sènior amb el filial el 3 de febrer de 2019, començant com a titular en una victòria a casa per 1-0 de Tercera Divisió contra el CD Leganés B. L'11 d'octubre, després de la baixa dels dos porters del primer equip (Alberto García lesionat i Stole Dimitrievski com a internacional), va debutar professionalment jugant els 90 minuts complets en una derrota a casa del CD Tenerife per 2-1 a Segona Divisió.
El 25 d'agost de 2021, Morro va ser cedit al CF Fuenlabrada de segona divisió, per un any. En tornar, va ser la tercera opció darrere de Stole Dimitrievski i Diego López abans de marxar cedit al Vila-real CF B també a la segona divisió, el 25 d'agost de 2023.